# Municipio de Martinton
El municipio de Martinton (en inglés: Martinton Township) es un municipio ubicado en el condado de Iroquois en el estado estadounidense de Illinois. En el año 2010 tenía una población de 943 habitantes y una densidad poblacional de 6,69 personas por km².

## Geografía
El municipio de Martinton se encuentra ubicado en las coordenadas 40°54′5″N 87°44′17″O / 40.90139, -87.73806. Según la Oficina del Censo de los Estados Unidos, el municipio tiene una superficie total de 140.91 km², de la cual 140,43 km² corresponden a tierra firme y (0,34 %) 0,48 km² es agua.

## Demografía
Según el censo de 2010, había 943 personas residiendo en el municipio de Martinton. La densidad de población era de 6,69 hab./km². De los 943 habitantes, el municipio de Martinton estaba compuesto por el 97,99 % blancos, el 0,11 % eran afroamericanos, el 0,32 % eran asiáticos, el 1,06 % eran de otras razas y el 0,53 % eran de una mezcla de razas. Del total de la población el 1,8 % eran hispanos o latinos de cualquier raza.